# Mourão
Mourão község és település Portugáliában, Évora kerületben. A település területe 278,63 négyzetkilométer. Mourão lakossága 2663 fő volt a 2011-es adatok alapján. A településen a népsűrűség 9,6 fő/ négyzetkilométer. A település jelenlegi vezetője José Lopes.
A község napja minden évben február 2-án van. 
A települést délről Alandroal, keletről Spanyolország, északról Moura, északkeletről Barrancos, nyugatról Reguengos de Monsaraz határolja. 
A község a következő településeket foglalja magába, melyek:
- Granja
- Luz
- Mourão

## Demográfia
| Mourão népességváltozásai (1801 – 2011) | Mourão népességváltozásai (1801 – 2011) | Mourão népességváltozásai (1801 – 2011) | Mourão népességváltozásai (1801 – 2011) | Mourão népességváltozásai (1801 – 2011) | Mourão népességváltozásai (1801 – 2011) | Mourão népességváltozásai (1801 – 2011) | Mourão népességváltozásai (1801 – 2011) | Mourão népességváltozásai (1801 – 2011) | Mourão népességváltozásai (1801 – 2011) |
| --------------------------------------- | --------------------------------------- | --------------------------------------- | --------------------------------------- | --------------------------------------- | --------------------------------------- | --------------------------------------- | --------------------------------------- | --------------------------------------- | --------------------------------------- |
| 1801                                    | 1849                                    | 1900                                    | 1930                                    | 1960                                    | 1981                                    | 1991                                    | 2001                                    | 2011                                    |                                         |
| 2 615                                   | 2 341                                   | 3 855                                   | 5 064                                   | 5 815                                   | 3 487                                   | 3 273                                   | 3 230                                   | 2 663                                   |                                         |

## Fordítás
Ez a szócikk részben vagy egészben  a   Mourão című angol Wikipédia-szócikk ezen változatának fordításán alapul.  Az eredeti cikk szerkesztőit annak laptörténete sorolja fel. Ez a jelzés csupán a megfogalmazás eredetét és a szerzői jogokat jelzi, nem szolgál a cikkben szereplő információk forrásmegjelöléseként.